# Mirufens longitubatus
Mirufens longitubatus är en stekelart som beskrevs av Lin 1994. Mirufens longitubatus ingår i släktet Mirufens och familjen hårstrimsteklar. Inga underarter finns listade i Catalogue of Life.